# 杉原正忠
杉原 正忠（すぎはら まさただ、元禄14年（1701年） – 宝暦8年8月4日（1758年9月5日））は、備中国足守藩の家老。足守杉原家第3代当主。
第2代当主瀬川正長の子。通称は玄蕃。剣無と号す。子に杉原房正、佐良木幸太。
享保5年（1720年）6月に家督相続し、400石を給わる。また、藩主木下家の旧姓である杉原姓と切り菊の紋所を与えられる。同月7日には家老見習となり、同10年（1725年）10月13日に家老となる。同17年（1732年）6月、50石を加増され450石となる。
享保18年（1733年）2月6日、病身のため隠居し、元文元年（1736年）6月に剣無と号す。延享元年（1744年）2月28日、藩政のご意見番としての役割を期待され、隠居料十人扶持を与えられる。宝暦8年（1758年）8月4日に58歳で病死した。